# Kaczyce (województwo dolnośląskie)
Kaczyce – wieś w Polsce, położona w województwie dolnośląskim, w powiecie głogowskim, w gminie Pęcław.
Do 2023 r. miejscowość była przysiółkiem wsi Piersna.
W latach 1975–1998 przysiółek należał administracyjnie do województwa legnickiego.